# (1075) Helina
(1075) Helina – planetoida z pasa głównego asteroid okrążająca Słońce w ciągu 5 lat i 83 dni w średniej odległości 3,01 au. Została odkryta 29 września 1926 roku w Obserwatorium Simejiz na górze Koszka na Półwyspie Krymskim przez Grigorija Nieujmina. Nazwa planetoidy pochodzi od imienia Gelija Grigoriewicza Nieujmina – syna odkrywcy. Przed nadaniem nazwy planetoida nosiła oznaczenie tymczasowe (1075) 1926 SC.